# 기타마타역
기타마타역(일본어: 北俣駅)은 일본 가고시마현 소오시에 있는 규슈 여객철도의 역이다. 상대식 승강장 2면 2선의 구조를 지닌 지상역이다.

## 역사
- 1931년 11월 1일 : 개업.
- 1979년 10월 1일 : 무인화.
- 1987년 4월 1일 : 민영화에 의해, 규슈 여객철도로 이관.

## 인접 정차역
| 닛포 본선            | 닛포 본선   | 닛포 본선                        |
| -------------------- | ----------- | -------------------------------- |
| 다카라베 고쿠라 방면 | ■ 닛포 본선 | 오스미오카와라 가고시마추오 방면 |